# Sabás Reyes Salazar
San Sabas Reyes Salazar (Cocula, 5 de diciembre de 1883 – Tototlán, 13 de abril de 1927) fue un sacerdote mexicano, mártir de la persecución contra clericales llevada a cabo por el presidente Plutarco Elías Calles. 
Fue ordenado sacerdote en 1911. Era vicario de Tototlán, Jalisco. Fue capturado por las tropas federales en la Semana Santa de 1927, cuando arribaron al pueblo en busca de otro sacerdote, quienes además incendiaron la iglesia y practicaron tiro con figuras litúrgicas. Lo tuvieron cautivo unos días, donde lo torturaron y finalmente lo asesinaron, antes de morir llegó a gritarles ¡Viva Cristo Rey!. 
Fue beatificado 22 de noviembre de 1992 en la Basílica de San Pedro por el papa Juan Pablo II, junto con 25 mártires más, que fueron asesinados por causa de su fe, y fue canonizado el 21 de mayo de 2000, durante el mismo papado.